# 글러브 (영화)
《글러브》는 강우석 감독의 2011년 휴먼드라마이다. 실화를 바탕으로 대한민국내 최초 청각장애인 야구부인 충주성심학교 야구부를 모티브로 재구성한 이야기이다. 2011년 1월 20일 개봉하였다. 허각과 존박이 듀엣으로 OST를 불렀다.

## 캐스팅
- 정재영 : 김상남 역
- 유선 : 나주원 역
- 강신일 : 교감 역
- 조진웅 : 정철수(찰스) 역
- 김혜성 : 장대근 역
- 장기범 : 차명재 역
- 이현우 : 김진만 역
- 김미경 : 교장 수녀 역
- 김동영 : 조장혁 역
- 지일주 : 오철진 역
- 손승원 : 박충남 역
- 조찬형 : 이철승 역
- 김선우 : 박종우 역
- 정규수 : 파출소장 역
- 전국환 : 구단장 역
- 고인범 : 사무총장 역
- 강승원 : 상벌위원장 역
- 조경숙 : 명재 모 역
- 진경 : 교사 수녀 역
- 장은아 : 정희 역
- 이해영 : 프로 선수 역
- 금동현 : 구장 관리인 역
- 정동규 : 운영위원회 이사 역
- 송영재 : 운영위원회 이사 역
- 김경룡 : 군산상고 응원단 역
- 이우진 : 세광중학교 야구부 감독 역
- 이병훈 : 본인 역 (특별출연)
- 김동연 : 본인 역 (특별출연)
- 성문규 : 본인 역 (특별출연)